# Tvåpartisystem
Tvåpartisystem är en typ av partisystem där två partier dominerar det politiska livet. I de länder som beskrivs med begreppet är andra partier också lagliga och aktiva, och därför bör det inte blandas samman med en enpartistat, där andra partier utom det styrande i allmänhet är olagliga. De länder som oftast förknippas med tvåpartisystem är Storbritannien och USA, men fenomenet förekommer även på många andra håll i världen. Systemet har funnits sedan antiken. Joseph Schumpeter var en förespråkare av tvåpartisystem.
I allmänhet uppkommer ett tvåpartisystem då landets konstitution och valsystem (se Majoritära valsystem) gynnar större partier, så att små partier har svårt att bli livskraftiga. I många länder, däribland Sverige, finns ett blocksystem som liknar tvåpartisystemet i och med att väljaren främst måste ta ställning till ett av två partiblock. I länder med två valomgångar till presidentvalet (som Frankrike) står den andra valomgången mellan de två kandidater som fick flest röster i den första.

## Debatt
Kritiker mot tvåpartisystem menar att det begränsar åsiktsminoriteters inflytande och att det konserverar föråldrade frågeställningar. Som argument till försvar för tvåpartisystem har bland annat anförts att sådana system alltid erbjuder två tydliga regeringsalternativ, samt att personvalets relevans anses öka, då personliga ställningstaganden i olika frågor får ökad betydelse. Tvåpartisystem anses även minska partiprestige, då det politiska spektrumet och partierna i stort sett sammanfaller, vilket försvårar exempelvis samarbete över blockgränserna.